# Medal Pamiątkowy Jubileuszowy Wyzwolenia
Medal Pamiątkowy Jubileuszowy Wyzwolenia (węg. Felszabadulási Jubileumi Emlékérem) – odznaczenie cywilne WRL o charakterze pamiątkowym, ustanowione w 1960 na jubileuszowy rok 1970, przeznaczone dla tych, którzy wydatnie przyczynili się do narodzin niezależnych, wolnych, demokratycznych i socjalistycznych Węgier. Przyznano łącznie 116 003 takich medali z okazji 25-lecia „wyzwolenia” Węgier.
Projekt wykonał István Pakurár: odznaka miała wygląd złoconej, dziesięciopromiennej gwiazdy, ze środkowym medalionem ze złoconymi datami „1945” powyżej i „1970” poniżej, umieszczonymi na czerwono laminowanym tle. Medalion otoczony był wieńcem laurowym z liściami laminowanymi na zielono. Wstążka była składana w trójkąt, miała kolor czerwony z biało-zieloną lewą krawędzią.